# Науково-консультативна рада Верховного Суду (Україна)
Науково-консультативна рада Верховного Суду є дорадчим органом при Верховному Суді, який сформували з висококваліфікованих фахівців у сфері права для підготовки наукових висновків з тих питань діяльності Верховного Суду, що потребують наукового забезпечення.
Науково-консультативна рада Верховного Суду діє на підставі Закону «Про судоустрій і статус суддів» та відповідно до Регламенту Пленуму Верховного Суду і Положення про Науково-консультативну раду при Верховному Суді, затвердженого Постановою Пленуму Верховного Суду від 2 лютого 2018 року № 1.

## Склад Ради
Вчений секретар Ради – Ткачук Олег Степанович – доктор юридичних наук, доцент, суддя Великої Палати Верховного Суду.
Члени Ради:
1. Андрушко Петро Петрович – кандидат юридичних наук, професор, професор кафедри кримінально-правової політики та кримінального права Навчально-наукового інституту права Київського національного університету імені Тараса Шевченка, заслужений юрист України (постанова Пленуму Верховного Суду від 3 березня 2023 року № 13 «Про затвердження складу Науково-консультативної ради при Верховному Суді»);
2. Басиста Ірина Володимирівна – доктор юридичних наук, професор, професор кафедри кримінального процесу та криміналістики Львівського державного університету внутрішніх справ (постанова Пленуму Верховного Суду від 3 березня 2023 року № 13 «Про затвердження складу Науково-консультативної ради при Верховному Суді»);
3. Беляневич Вадим Едуардович – кандидат юридичних наук, заслужений юрист України (постанова Пленуму Верховного Суду від 3 березня 2023 року № 13 «Про затвердження складу Науково-консультативної ради при Верховному Суді»);
4. Беляневич Олена Анатоліївна – доктор юридичних наук, професор, професор кафедри цивільного права і процесу Донецького національного університету імені Василя Стуса (постанова Пленуму Верховного Суду від 3 березня 2023 року № 13 «Про затвердження складу Науково-консультативної ради при Верховному Суді»);
5. Берзін Павло Сергійович – доктор юридичних наук, професор, професор кафедри кримінально-правової політики та кримінального права Навчально-наукового інституту права Київського національного університету імені Тараса Шевченка (постанова Пленуму Верховного Суду від 3 березня 2023 року № 13 «Про затвердження складу Науково-консультативної ради при Верховному Суді»);
6. Берлач Анатолій Іванович – доктор юридичних наук, професор, завідувач кафедри службового та медичного права Навчально-наукового інституту права Київського національного університету імені Тараса Шевченка (постанова Пленуму Верховного Суду від 3 березня 2023 року № 13 «Про затвердження складу Науково-консультативної ради при Верховному Суді»);
7. Білоусов Юрій Валерійович – кандидат юридичних наук, професор, професор кафедри цивільного права та процесу Хмельницького університету управління та права імені Леоніда Юзькова (постанова Пленуму Верховного Суду від 3 березня 2023 року № 13 «Про затвердження складу Науково-консультативної ради при Верховному Суді»);
8. Бірюков Олександр Миколайович – доктор юридичних наук, професор, професор кафедри міжнародного приватного права Навчально-наукового інституту міжнародних відносин Київського національного університету імені Тараса Шевченка (постанова Пленуму Верховного Суду від 3 березня 2023 року № 13 «Про затвердження складу Науково-консультативної ради при Верховному Суді»);
9. Бобечко Назар Ростиславович – доктор юридичних наук, доцент, професор кафедри кримінального процесу і криміналістики Львівського національного університету імені Івана Франка (постанова Пленуму Верховного Суду від 3 березня 2023 року № 13 «Про затвердження складу Науково-консультативної ради при Верховному Суді»);
10. Бобкова Антоніна Григорівна – доктор юридичних наук, професор, головний науковий співробітник науково-дослідної лабораторії «Правове забезпечення публічної безпеки громад» Донецького державного університету внутрішніх справ, академік Національної академії правових наук України, заслужений юрист України (постанова Пленуму Верховного Суду від 3 березня 2023 року № 13 «Про затвердження складу Науково-консультативної ради при Верховному Суді»);
11. Бобрик Володимир Іванович – доктор юридичних наук, старший науковий співробітник, завідувач лабораторії захисту суб’єктивних прав відділу проблем приватного права Науково-дослідного інституту приватного права і підприємництва імені академіка Ф. Г. Бурчака Національної академії правових наук України (постанова Пленуму Верховного Суду від 3 березня 2023 року № 13 «Про затвердження складу Науково-консультативної ради при Верховному Суді»);
12. Богуцький Павло Петрович – доктор юридичних наук, доцент, завідувач наукової лабораторії військового та міжнародного гуманітарного права «Інститут інформації, безпеки і права» Національної академії правових наук України, заслужений юрист України (постанова Пленуму Верховного Суду від 3 березня 2023 року № 13 «Про затвердження складу Науково-консультативної ради при Верховному Суді»);
13. Бойко Андрій Михайлович – доктор юридичних наук, професор, професор кафедри кримінального та кримінально-процесуального права Національного університету «Києво-Могилянська академія», заслужений юрист України;
14. Борисов В’ячеслав Іванович – доктор юридичних наук, професор, професор кафедри кримінального права Національного юридичного університету імені Ярослава Мудрого, радник при дирекції Науково-дослідного інституту вивчення проблем злочинності імені академіка В. В. Сташиса Національної академії правових наук України, академік Національної академії правових наук України, заслужений юрист України;
15. Бурдін Володимир Миколайович – доктор юридичних наук, професор, професор кафедри кримінального права та кримінології Львівського національного університету імені Івана Франка, декан юридичного факультету Львівського національного університету імені Івана Франка;
16. Бурило Юрій Павлович – доктор юридичних наук, доцент, професор кафедри конституційного та кримінального права Київського національного економічного університету імені Вадима Гетьмана;
17. Ваолевська Леся Анатоліївна – доктор юридичних наук, професор, заслужений діяч науки і техніки України;
18. Вапнярчук В’ячеслав Віталійович – доктор юридичних наук, професор, професор кафедри кримінального процесу Національного юридичного університету імені Ярослава Мудрого;
19. Великанова Марина Миколаївна – доктор юридичних наук, доцент, заступник головного вченого секретаря Національної академії правових наук України;
20. Войтюк Ірина Анатоліївна – кандидат юридичних наук, член правління Міжнародної благодійної організації «Екологія – Право - Людина»;
21. Галянтич Микола Костянтинович – доктор юридичних наук, професор, завідувач відділу проблем приватного права Науково-дослідного інституту приватного права і підприємництва імені академіка Ф. Г. Бурчака Національної академії правових наук України, член-кореспондент Національної академії правових наук України;
22. Гарагонич Олександр Васильович – доктор юридичних наук, доцент, доцент кафедри економічного права та економічного судочинства Навчально-наукового інституту права Київського національного університету імені Тараса Шевченка;
23. Гетьман Анатолій Павлович – доктор юридичних наук, професор, ректор Національного юридичного університету імені Ярослава Мудрого, академік Національної академії правових наук України, заслужений діяч науки і техніки України;
24. Глинська Наталія Валеріївна – доктор юридичних наук, старший науковий співробітник, завідувач відділу дослідження проблем кримінального процесу, криміналістики та судоустрою Науково-дослідного інституту вивчення проблем злочинності імені академіка В. В. Сташиса Національної академії правових наук України;
25. Гловюк Ірина Василівна – доктор юридичних наук, професор, головний науковий співробітник відділу організації наукової роботи Львівського державного університету внутрішніх справ, заслужений юрист України;
26. Голубєва Неллі Юріївна – доктор юридичних наук, професор, завідувач кафедри цивільного процесу Національного університету «Одеська юридична академія», заслужений юрист України;
27. Гриняк Андрій Богданович – доктор юридичних наук, професор, заступник директора з наукової роботи Науково-дослідного інституту правотворчості та науково-правових експертиз Національної академії правових наук України, член-кореспондент Національної академії правових наук України;
28. Гусаров Костянтин Володимирович – доктор юридичних наук, професор, завідувач кафедри цивільної юстиції та адвокатури Національного юридичного університету імені Ярослава Мудрого, член-кореспондент Національної академії правових наук України;
29. Дзера Олександр Васильович – доктор юридичних наук, професор, головний науковий співробітник Науково-дослідного інституту правотворчості та науково-правових експертиз Національної академії правових наук України, член-кореспондент Національної академії правових наук України, заслужений юрист України;
30. Діковська Ірина Андріївна – доктор юридичних наук, професор, професор кафедри цивільного права Навчально-наукового інституту права Київського національного університету імені Тараса Шевченка;
31. Довгерт Анатолій Степанович – доктор юридичних наук, професор, професор кафедри міжнародного приватного права Навчально-наукового інституту міжнародних відносин Київського національного університету імені Тараса Шевченка, член-кореспондент Національної академії правових наук України, заслужений юрист України;
32. Дроздов Олександр Михайлович – доктор юридичних наук, професор, професор кафедри кримінального процесу Національного юридичного університету імені Ярослава Мудрого, заслужений юрист України;
33. Дубинський Олег Юрійович – доктор юридичних наук, професор, проректор з науково-педагогічної роботи, економічних, юридичних та соціальних питань Національного університету кораблебудування імені адмірала Макарова, заслужений працівник освіти України;
34. Дудоров Олександр Олексійович – доктор юридичних наук, професор, професор кафедри кримінально-правової політики та кримінального права Навчально-наукового інституту права Київського національного університету імені Тараса Шевченка, заслужений діяч науки і техніки України;
35. Єрмоленко Володимир Михайлович – доктор юридичних наук, професор, завідувач кафедри аграрного, земельного та екологічного права імені академіка В. З. Янчука Національного університету біоресурсів і природокористування України, член-кореспондент Національної академії правових наук України;
36. Єфімов Олександр Миколайович – кандидат юридичних наук, доцент кафедри приватного права Київського національного економічного університету імені Вадима Гетьмана;
37. Задоя Костянтин Петрович – кандидат юридичних наук, доцент, доцент кафедри кримінально-правової політики та кримінального права Навчально-наукового інституту права Київського національного університету імені Тараса Шевченка;
38. Заіка Юрій Олександрович – доктор юридичних наук, професор, головний науковий співробітник відділу проблем приватного права Науково-дослідного інституту приватного права і підприємництва імені академіка Ф. Г. Бурчака Національної академії правових наук України;
39. Заярний Олег Анатолійович – доктор юридичних наук, професор, професор кафедри інтелектуальної власності та інформаційного права Навчально-наукового інституту права Київського національного університету імені Тараса Шевченка;
40. Зінченко Ірина Олександрівна – кандидат юридичних наук, доцент, доцент кафедри кримінально-правової політики Національного юридичного університету імені Ярослава Мудрого;
41. Ільницький Олег Володимирович – кандидат юридичних наук, доцент, доцент кафедри адміністративного та фінансового права юридичного факультету Львівського національного університету імені Івана Франка;
42. Капліна Оксана Володимирівна – доктор юридичних наук, професор, завідувач кафедри кримінального процесу Національного юридичного університету імені Ярослава Мудрого, член-кореспондент Національної академії правових наук України, заслужений діяч науки і техніки України;
43. Карнаух Богдан Петрович – кандидат юридичних наук, доцент, доцент кафедри цивільного права № 1 Національного юридичного університету імені Ярослава Мудрого;
44. Кваша Оксана Олександрівна – доктор юридичних наук, професор, вчений секретар Інституту держави і права імені В. М. Корецького Національної академії наук України, заслужений юрист України, член Вищої ради правосуддя;
45. Клепікова Ольга Вікторівна – доктор юридичних наук, доцент, доцент кафедри економічного права та економічного судочинства Навчально-наукового інституту права Київського національного університету імені Тараса Шевченка;
46. Ключковський Юрій Богданович – доктор юридичних наук, старший науковий співробітник, доцент кафедри загальнотеоретичного правознавства та публічного права Національного університету «Києво-Могилянська академія»;
47. Кобецька Надія Романівна – доктор юридичних наук, професор, професор кафедри трудового, екологічного та аграрного права Навчально-наукового юридичного інституту Прикарпатського національного університету імені Василя Стефаника, заслужений працівник освіти України, член Вищої кваліфікаційної комісії суддів України;
48. Ковалко Наталія Миколаївна – доктор юридичних наук, доцент, професор кафедри фінансового права Навчально-наукового інституту права Київського національного університету імені Тараса Шевченка, заслужений юрист України;
49. Козюбра Микола Іванович – доктор юридичних наук, професор, професор кафедри загальнотеоретичного правознавства та публічного права Національного університету «Києво-Могилянська академія», член-кореспондент Національної академії правових наук України, заслужений юрист України;
50. Комарова Тетяна Вячеславівна – доктор юридичних наук, професор, завідувач кафедри права Європейського Союзу Національного юридичного університету імені Ярослава Мудрого;
51. Комаров Вячеслав Васильович – кандидат юридичних наук, професор, професор кафедри цивільної юстиції та адвокатури Національного юридичного університету імені Ярослава Мудрого, академік Національної академії правових наук України, заслужений юрист України;
52. Константий Олександр Володимирович – доктор юридичних наук, старший науковий співробітник, професор кафедри конституційного та адміністративного права Національного транспортного університету, заслужений юрист України;
53. Коссак Володимир Михайлович – доктор юридичних наук, професор, завідувач кафедри цивільного права та процесу юридичного факультету Львівського національного університету імені Івана Франка, заслужений юрист України;
54. Костюченко Олена Юріївна – кандидат юридичних наук, доцент, завідувач кафедри кримінального процесу та криміналістики Навчально-наукового інституту права Київського національного університету імені Тараса Шевченка;
55. Кот Олексій Олександрович – доктор юридичних наук, професор, директор Науково-дослідного інституту правотворчості та науково-правових експертиз Національної академії правових наук України, член-кореспондент Національної академії правових наук України, заслужений юрист України;
56. Кравцова Тетяна Миколаївна – доктор юридичних наук, професор, професор кафедри адміністративного права та процесу Львівського державного університету внутрішніх справ;
57. Красицька Лариса Василівна – доктор юридичних наук, професор, завідувач відділу науково-правових експертиз Науково-дослідного інституту правотворчості та науково-правових експертиз Національної академії правових наук України;
58. Кузнєцова Наталія Семенівна – доктор юридичних наук, професор, віце-президент Національної академії правових наук України, професор кафедри цивільного права Навчально-наукового інституту права Київського національного університету імені Тараса Шевченка, академік Національної академії правових наук України, заслужений діяч науки і техніки України;
59. Кулинич Павло Федотович – доктор юридичних наук, професор, провідний науковий співробітник Інституту держави і права імені В. М. Корецького, член-кореспондент Національної академії правових наук України;
60. Курман Тетяна Вікторівна – доктор юридичних наук, професор, виконувач обов’язків завідувача кафедри земельного та аграрного права Національного юридичного університету імені Ярослава Мудрого;
61. Кухарєв Олександр Євгенович – доктор юридичних наук, професор, професор кафедри цивільного права та процесу Харківського національного університету внутрішніх справ, провідний науковий співробітник відділу приватноправових досліджень Науково-дослідного інституту правотворчості та науково-правових експертиз Національної академії правових наук України;
62. Кучерявенко Микола Петрович – доктор юридичних наук, професор, перший проректор Національного юридичного університету імені Ярослава Мудрого, академік Національної академії правових наук України, заслужений діяч науки і техніки України;
63. Кушнір Ірина Володимирівна – кандидат юридичних наук;
64. Лоскутов Тимур Олександрович – доктор юридичних наук, професор, завідувач кафедри кримінально-правових дисциплін Криворізького навчально-наукового інституту Донецького державного університету внутрішніх справ;
65. Лук'янець Дмитро Миколайович – доктор юридичних наук, професор, професор кафедри державно-правових дисциплін Харківського національного університету імені В. Н. Каразіна;
66. Мазаракі Наталія Анатоліївна – доктор юридичних наук, професор, завідувач кафедри міжнародного, цивільного та комерційного права Київського національного торговельно-економічного університету, заслужений юрист України;
67. Махінчук Віталій Миколайович – доктор юридичних наук, професор, заступник директора з наукової роботи Науково-дослідного інституту приватного права і підприємництва імені академіка Ф. Г. Бурчака Національної академії правових наук України, заслужений юрист України;
68. Менджул Марія Василівна – доктор юридичних наук, професор, професор кафедри цивільного права та процесу Ужгородського національного університету, заступник декана з наукової роботи;
69. Миронова Галина Анатоліївна – доктор юридичних наук, старший науковий співробітник, провідний науковий співробітник відділу міжнародного приватного права та правових проблем євроінтеграції Науково-дослідного інституту приватного права і підприємництва імені академіка Ф. Г. Бурчака Національної академії правових наук України;
70. Мица Юрій Вікторович – кандидат юридичних наук, проректор з наукової роботи Харківського інституту кадрів управління;
71. Міловська Надія Василівна – доктор юридичних наук, доцент, завідувач відділу дослідження проблем правотворчості та адаптації законодавства України до права ЄС Науково-дослідного інституту правотворчості та науково-правових експертиз Національної академії правових наук України;
72. Монаєнко Антон Олексійович – доктор юридичних наук, професор, головний науковий співробітник відділу публічно-правових досліджень Науково-дослідного інституту правотворчості та науково-правових експертиз Національної академії правових наук України, заслужений юрист України;
73. Музика-Стефанчук Оксана Анатоліївна – доктор юридичних наук, професор, завідувач кафедри фінансового права Навчально-наукового інституту права Київського національного університету імені Тараса Шевченка;
74. Навроцький Вячеслав Олександрович – доктор юридичних наук, професор, професор кафедри теорії права та прав людини Українського католицького університету, член-кореспондент Національної академії правових наук України;
75. Настюк Василь Якович – доктор юридичних наук, професор, професор кафедри адміністративного права та адміністративної діяльності Національного університету імені Ярослава Мудрого, член-кореспондент Національної академії правових наук України, заслужений діяч науки і техніки України;
76. Нестерович Володимир Федорович – доктор юридичних наук, професор, професор кафедри державно-правових дисциплін Луганського державного університету внутрішніх справ імені Е. О. Дідоренка;
77. Носік Володимир Васильович – доктор юридичних наук, професор, завідувач кафедри земельного та аграрного права Навчально-наукового інституту права Київського національного університету імені Тараса Шевченка, член-кореспондент Національної академії правових наук України;
78. Овчаренко Олена Миколаївна – доктор юридичних наук, доцент, доцент кафедри цивільної юстиції та адвокатури Національного юридичного університету імені Ярослава Мудрого;
79. Олюха Віталій Георгійович – доктор юридичних наук, доцент, провідний науковий співробітник відділу господарсько-правових досліджень проблем економічної безпеки Державної установи «Інститут економіко-правових досліджень імені В. К. Мамутова Національної академії наук України»;
80. Омельченко Андрій Володимирович – доктор юридичних наук, професор, завідувач кафедри приватного права Київського національного економічного університету імені Вадима Гетьмана;
81. Оніщенко Наталія Миколаївна – доктор юридичних наук, професор, академік Національної академії правових наук України, заступник директора з наукової роботи Інституту держави і права імені В. М. Корецького Національної академії наук України, заслужений юрист України;
82. Печений Олег Петрович – кандидат юридичних наук, доцент, доцент кафедри цивільного права № 1 Національного юридичного університету імені Ярослава Мудрого;
83. Писаренко Надія Борисівна – доктор юридичних наук, доцент, доцент кафедри адміністративного права Національного юридичного університету імені Ярослава Мудрого;
84. Письменський Євген Олександрович – доктор юридичних наук, професор, виконуючий обов’язки завідувача кафедри поліцейської діяльності Луганського державного університету внутрішніх справ імені Е. О. Дідоренка;
85. Пленюк Мар’яна Дмитрівна – доктор юридичних наук, професор, професор кафедри інтелектуальної власності та приватного права Національного технічного університету України «Київський політехнічний інститут імені Ігоря Сікорського»;
86. Погорецький Микола Анатолійович – доктор юридичних наук, професор, проректор з науково-педагогічної роботи Київського національного університету імені Тараса Шевченка, заслужений діяч науки і техніки України;
87. Подорожна Тетяна Станіславівна – доктор юридичних наук, професор, професор кафедри теорії держави і права юридичного факультету Львівського торговельно-економічного університету;
88. Подцерковний Олег Петрович – доктор юридичних наук, професор, завідувач кафедри господарського права і процесу Національного університету «Одеська юридична академія», член-кореспондент Національної академії правових наук України;
89. Пономаренко Юрій Анатолійович – доктор юридичних наук, доцент, завідувач кафедри кримінального права № 1 Національного юридичного університету імені Ярослава Мудрого;
90. Попович Тетяна Григорівна – кандидат юридичних наук, старший дослідник, учений секретар Науково-дослідного інституту приватного права і підприємництва імені академіка Ф. Г. Бурчака Національної академії правових наук України;
91. Приймаченко Дмитро Володимирович – доктор юридичних наук, професор, проректор з наукової роботи Університету митної справи та фінансів;
92. Примак Володимир Дмитрович – доктор юридичних наук, провідний науковий співробітник лабораторії адаптації національного законодавства України до права ЄС відділу міжнародного приватного права та правових проблем євроінтеграції Науково-дослідного інституту приватного права і підприємництва імені академіка Ф. Г. Бурчака Національної академії правових наук України;
93. Притика Юрій Дмитрович – доктор юридичних наук, професор, завідувач кафедри цивільного процесу Навчально-наукового інституту права Київського національного університету імені Тараса Шевченка, заслужений юрист України;
94. Пушкар Павло Валентинович – кандидат юридичних наук, начальник відділу Департаменту з питань виконання рішень Європейського суду з прав людини Генерального директорату з прав людини та верховенства права Ради Європи;
95. Рабінович Сергій Петрович – доктор юридичних наук, професор, професор кафедри конституційного права юридичного факультету Львівського національного університету імені Івана Франка;
96. Рєзнікова Вікторія Вікторівна – доктор юридичних наук, професор, завідувач кафедри економічного права та економічного судочинства Навчально-наукового інституту права Київського національного університету імені Тараса Шевченка;
97. Рим Олена Михайлівна – доктор юридичних наук, професор, професор кафедри соціального права Львівського національного університету імені Івана Франка;
98. Рогач Олександр Янович – доктор юридичних наук, професор, проректор з науково-педагогічної роботи ДВНЗ «Ужгородський національний університет»;
99. Рябченко Юрій Юрійович – доктор юридичних наук, професор, професор кафедри приватного права Державного податкового університету;
100. Святоцький Олександр Дмитрович – доктор юридичних наук, професор, академік Національної академії правових наук України, головний редактор юридичного журналу «Право України», заслужений юрист України;
101. Синчук Світлана Миколаївна – доктор юридичних наук, професор, професор кафедри соціального права юридичного факультету Львівського національного університету імені Івана Франка;
102. Сібільов Денис Михайлович – кандидат юридичних наук, доцент, доцент кафедри цивільної юстиції та адвокатури Національного юридичного університету імені Ярослава Мудрого;
103. Сімутіна Яна Володимирівна – доктор юридичних наук, професор, провідний науковий співробітник Інституту держави і права імені В. М. Корецького Національної академії наук України;
104. Скрипнюк Олександр Васильович – доктор юридичних наук, професор, директор Інституту держави і права імені В. М. Корецького Національної академії наук України, академік Національної академії правових наук України, заслужений юрист України;
105. Смородинський Віктор Семенович – кандидат юридичних наук, доцент, доцент кафедри прав людини та юридичної методології Національного юридичного університету імені Ярослава Мудрого;
106. Сопілко Ірина Миколаївна – доктор юридичних наук, професор, керівник апарату Національної комісії з радіаційного захисту населення України;
107. Спасибо-Фатєєва Інна Валентинівна – доктор юридичних наук, професор, член-кореспондент Національної академії правових наук України, професор кафедри цивільного права № 1 Національного юридичного університету імені Ярослава Мудрого, заслужений діяч науки і техніки України;
108. Терлецький Дмитро Сергійович – кандидат юридичних наук, доцент, завідувач кафедри конституційного права Національного університету «Одеська юридична академія»;
109. Тітко Іван Андрійович – доктор юридичних наук, професор, завідувач кафедри кримінального права та кримінально-правових дисциплін Полтавського юридичного інституту Національного юридичного університету імені Ярослава Мудрого;
110. Тильчик В’ячеслав В’ячеславович – доктор юридичних наук, професор, проректор з наукової роботи Київського інституту інтелектуальної власності та права Національного університету «Одеська юридична академія»;
111. Тютюгін Володимир Ілліч – кандидат юридичних наук, професор, професор кафедри кримінального права Національного юридичного університету імені Ярослава Мудрого, заслужений юрист України;
112. Угриновська Оксана Іванівна – кандидат юридичних наук, доцент, доцент кафедри цивільного права і процесу юридичного факультету Львівського національного університету імені Івана Франка;
113. Ус Марина Володимирівна – кандидат юридичних наук, доцент, доцент кафедри цивільного права № 1 Національного юридичного університету імені Ярослава Мудрого;
114. Устименко Володимир Анатолійович – доктор юридичних наук, професор, директор Державної установи «Інститут економіко-правових досліджень імені В. К. Мамутова Національної академії наук України», член-кореспондент Національної академії правових наук України, член-кореспондент Національної академії наук України, заслужений юрист України;
115. Харитонов Євген Олегович – доктор юридичних наук, професор, член-кореспондент Національної академії правових наук України, завідувач кафедри цивільного права Національного університету «Одеська юридична академія», заслужений діяч науки і техніки України;
116. Харитонов Сергій Олександрович – доктор юридичних наук, професор, завідувач кафедри кримінально-правової політики Національного юридичного університету імені Ярослава Мудрого;
117. Харитонова Олена Іванівна – доктор юридичних наук, професор, член-кореспондент Національної академії правових наук України, завідувач кафедри права інтелектуальної власності та корпоративного права Національного університету «Одеська юридична академія», заслужений діяч науки і техніки України;
118. Хилюк Світлана Володимирівна – кандидат юридичних наук, доцент, директор Школи права Українського католицького університету;
119. Хлібороб Наталія Євгенівна – кандидат юридичних наук, доцент, доцент кафедри адміністративного та фінансового права юридичного факультету Львівського національного університету імені Івана Франка;
120. Хоменко Михайло Михайлович – кандидат юридичних наук, доцент, завідувач відділу приватноправових досліджень Науково-дослідного інституту правотворчості та науково-правових експертиз Національної академії правових наук України;
121. Цікало Володимир Ігорович – кандидат юридичних наук, доцент, доцент кафедри цивільного права та процесу юридичного факультету Львівського національного університету імені Івана Франка;
122. Цувіна Тетяна Андріївна – доктор юридичних наук, доцент, доцент кафедри цивільної юстиції та адвокатури Національного юридичного університету імені Ярослава Мудрого (постанова Пленуму Верховного Суду від 3 березня 2023 року № 13 «Про затвердження складу Науково-консультативної ради при Верховному Суді»);
123. Чанишева Галія Інсафівна – доктор юридичних наук, професор, завідувачка кафедри трудового права та права соціального забезпечення Національного університету «Одеська юридична академія», член-кореспондент Національної академії правових наук України, заслужений діяч науки і техніки України (постанова Пленуму Верховного Суду від 3 березня 2023 року № 13 «Про затвердження складу Науково-консультативної ради при Верховному Суді»);
124. Шакун Василь Іванович – доктор юридичних наук, професор, професор кафедри кримінального права Національної академії внутрішніх справ, академік Національної академії правових наук України, заслужений діяч науки і техніки України (постанова Пленуму Верховного Суду від 3 березня 2023 року № 13 «Про затвердження складу Науково-консультативної ради при Верховному Суді»);
125. Шапченко Сергій Дмитрович – кандидат юридичних наук, доцент, професор кафедри кримінально-правової політики та кримінального права Навчально-наукового інституту права Київського національного університету імені Тараса Шевченка (постанова Пленуму Верховного Суду від 3 березня 2023 року № 13 «Про затвердження складу Науково-консультативної ради при Верховному Суді»);
126. Шибіко Василь Петрович – кандидат юридичних наук, професор, професор кафедри кримінального процесу та криміналістики Навчально-наукового інституту права Київського національного університету імені Тараса Шевченка, заслужений юрист України (постанова Пленуму Верховного Суду від 3 березня 2023 року № 13 «Про затвердження складу Науково-консультативної ради при Верховному Суді»);
127. Шкляр Сергій Володимирович – доктор юридичних наук, старший дослідник, старший викладач кафедри приватного права факультету правничих наук Національного університету «Києво-Могилянська академія» (постанова Пленуму Верховного Суду від 3 березня 2023 року № 13 «Про затвердження складу Науково-консультативної ради при Верховному Суді»);
128. Школик Андрій Михайлович – доктор юридичних наук, професор, професор кафедри адміністративного та фінансового права юридичного факультету Львівського національного університету імені Івана Франка (постанова Пленуму Верховного Суду від 3 березня 2023 року № 13 «Про затвердження складу Науково-консультативної ради при Верховному Суді»);
129. Шульга Михайло Васильович – доктор юридичних наук, професор, професор кафедри земельного та аграрного права Національного юридичного університету імені Ярослава Мудрого, член-кореспондент Національної академії правових наук України, заслужений діяч науки і техніки України(постанова Пленуму Верховного Суду від 3 березня 2023 року № 13 «Про затвердження складу Науково-консультативної ради при Верховному Суді»);
130. Щербина Валентин Степанович – доктор юридичних наук, професор, професор кафедри економічного права та економічного судочинства Навчально-наукового інституту права Київського національного університету імені Тараса Шевченка, академік Національної академії правових наук України, заслужений юрист України (постанова Пленуму Верховного Суду від 3 березня 2023 року № 13 «Про затвердження складу Науково-консультативної ради при Верховному Суді»);
131. Яроцький Віталій Леонідович – доктор юридичних наук, професор, завідувач кафедри цивільного права № 2 Національного юридичного університету імені Ярослава Мудрого, член-кореспондент Національної академії правових наук України, заслужений діяч науки і техніки України (постанова Пленуму Верховного Суду від 3 березня 2023 року № 13 «Про затвердження складу Науково-консультативної ради при Верховному Суді»).